# مهدی مطهرنیا
مهدی مطهرنیا (زادهٔ ۲۳ بهمن ۱۳۴۴) تحلیل‌گر و نظریه‌پرداز ایرانی سیاست داخلی و خارجی است. او همچین رئیس اندیشکدهٔ سیمرغ است. مطهرنیا سال‌ها استاد دانشگاه آزاد اسلامی در واحدهای قم، تهران مرکز، تهران شمال و استاد مدعو در دانشگاه‌های تهران، عالی دفاع ملی و تحقیقات راهبردی، و صیاد شیرازی در رشته‌های علوم سیاسی، آینده‌پژوهی، جامعه‌شناسی، و مدیریت فرهنگی بوده است.
وی از نظریه‌پردازان توسعه در ایران است و خود را تحول‌خواه می‌نامد. مطهرنیا علاوه بر تدریس، سابقهٔ چندین سال همکاری با دانشگاه آزاد اسلامی در سمت ریاست پژوهشکده علوم اجتماعی و انقلاب دانشگاه آزاد اسلامی و نیز مدیریت و سیاست‌گذاری بخش‌های محتوایی صدا و سیمای جمهوری اسلامی ایران را در کارنامهٔ خود دارد. او در زمینهٔ علوم اجتماعی و سیاسی، آینده‌پژوهی، ارتباطات و رسانه‌ها و نیز امنیت و عملیات روانی صاحب کتاب و مقاله است. مفاهیمی چون «پرسمان»، «باریخ‌شناسی» و نظریه‌های «هارتلند بزرگ»، «اتاق شیشه‌ای»، «گوی بلورین» و «فلک بلورین یا آبگونه» (سه‌گانه‌های آبگینه) از آن اوست. وی مدتی نیز مدیر گروه آینده‌پژوهی انجمن علمی جامعه‌شناسی ایران، عضو شورا و اتاق فکر گروه آینده‌نگاری فرهنگستان علوم ایران و مسئول سرویس سیاسی مجلهٔ راه رشد بوده است.

## زندگی
مهدی مطهرنیا با نام خانوادگی کلاهی در ۲۳ بهمن ۱۳۴۴ در کاشان به دنیا آمد. پدرش کارمند شرکت مخابرات و مادرش فرزند غلام‌رضا ناظم‌پور از بزرگان هیئت‌های مذهبی در بازار کاشان بود. وی در مدرسهٔ معارفی کاشان دوران تحصیل ابتدایی را پشت‌سر نهاد. دوران تحصیل راهنمایی تا سوم متوسطه را در مدارس خاوری، ملا فتح‌الله و امام خمینی کاشان گذراند و بعد از مهاجرت به تهران، دیپلم خود را از دبیرستان دکتر شریعتی تهران گرفت. مطهرنیا در سال ۱۳۶۵ وارد دانشکده حقوق و علوم سیاسی دانشگاه تهران شد.
او دورهٔ کارشناسی ارشد خود را در دانشگاه آزاد اسلامی واحد تهران مرکز سپری کرد و پس از آن به تدریس علوم سیاسی در دانشگاه پرداخت و دو سال بعد به عضویت هیئت علمی دانشگاه آزاد اسلامی درآمد. مطهرنیا دکترای علوم سیاسی را از دانشگاه هاوایی دریافت کرد که با توجه به عدم اعتبار این دانشگاه در ایران، مدرکش مورد قبول وزارت علوم واقع نشد. وی سپس دورهٔ دکترای آینده‌پژوهی را در دانشگاه بین‌المللی امام خمینی قزوین گذراند و از رسالهٔ خود با عنوان «رسانه‌های آینده و نقش آن‌ها در جنبش‌های نوین اجتماعی» دفاع کرد.

## کتاب‌ها
- قدرت، انسان، حکومت؛ ۱۳۶۸، ناشر: نویسنده؛ با مقدمه دکتر حسین بشیریه[۱۶]
- باریخ‌شناسی سیاسی/ تألیف مهدی مطهرنیا؛ با مقدمه اکبر هاشمی‌رفسنجانی
- بازنگری قانون اساسی جمهوری اسلامی ایران (الزامات و سناریوهای پیش رو) مؤلفان: حسن نعیم‌آبادی، مهدی مطهرنیا و رضا پریزاد ۱۴۰۲
- مقدمه‌ای بر جامعه‌شناسی «برای دانشجویان روان‌شناسی» مؤلفان: ماهین نقوی و مهدی مطهرنیا ۱۴۰۱
- تبیینی نوین بر مفهوم قدرت در سیاست و روابط بین‌الملل؛ ناشر: وزارت امور خارجه ۱۳۷۸[۱۷]
- درآمدی بر تحلیل پدیده‌های سیاسی؛ ۱۳۷۹[۱۸]
- فرهنگ دفاع و دفاع فرهنگی؛ ناشر: وزارت دفاع ۱۳۷۸[۱۹]
- مجاهد هنرمند؛ تحلیلی بر اندیشه، رفتار، و کنش‌های شهید چمران؛ ناشر: وزارت دفاع ۱۳۸۱
- مقدمه ای بر تحلیلی بر ادبیات گفتمانی انقلاب اسلامی؛ ناشر: پرسمان ۱۳۸۰[۲۰]
- تحلیلی بر گفتمان امنیت در جمهوری اسلامی ایران؛ ناشر: پرسمان ۱۳۸۰[۲۱]
- چیستی و کیستی؛ ناشر: اندیشه‌های گوهربار ۱۳۸۰[۲۲]
- مجاهد هنرمند، تحلیلی بر اندیشه، رفتار، و کنش‌های شهید چمران، ۱۳۸۱[۲۳]
- پاسخ به رئیس‌جمهور؛ ناشر:انتشارات پرسمان؛[۲۴]۱۳۸۱
- هویت، خشونت گریزی و توسعه پایدار در ایران؛ ناشر: بازار کتاب،[۲۵]۱۳۸۳
- روسیه ۲۰۱۷؛ ناشر مرکز آینده پژوهی علوم و فناوری، ۱۳۸۶[۲۶]
- کارکردهای رسانه‌های جمعی در جنگ‌های آینده، ارتش جمهوری اسلامی ایران، 1392[۲۷]
- باریخ‌شناسی سیاسی؛ ناشر: سازمان انتشارات دانشگاه آزاد اسلامی، با مقدمه آیت‌الله هاشمی رفسنجانی ۱۳۹۶[۲۸]
- آینده‌نگاری و آینده نُمایی انقلاب اسلامی؛ ناشر: سازمان انتشارات دانشگاه آزاد اسلامی ۱۳۹۶[۲۹]
- آینده قدرت، انتشارات دانش پرور، ۱۳۹۶[۳۰]
- الگوی تک چندقطبی و نظم نوظهور منطقه‌ای، مؤسسه مطالعات و تحقیقات بین‌المللی ابرار معاصر تهران، ۱۳۹۶
- رساله‌ای در باب آینده آزاداندیشی، انتشارات دانش پرور، ۱۳۹۶[۳۱]
- مبانی آینده پژوهی کاربردی ۱، انتشارات دانش پرور، ۱۴۰۴
- تغییر و پارادایم، انتشارات مجمع تشخیص مصلحت نظام، چشم‌انداز ایران، ۱۴۰۴